# 이상민 (1995년)
이상민(李尙旻, 1995년 5월 2일 ~ )은 대한민국의 축구 선수로, 포지션은 수비형 미드필더이다. 현재 K리그2의 김포 FC 소속이다.

## 클럽 경력
이상민은 보인중학교, 보인고등학교, 고려대학교 축구부에서 활약하였다.
2017년 신인자유계약으로 수원 삼성 블루윙즈에 입단하였다. K리그 클래식 10라운드 울산 현대와의 홈 경기에 선발 출장하며 프로 데뷔전을 치렀다.
2018년 여름 이적시장을 통해 수원 FC로 임대 이적했다.
2021 시즌을 앞두고 K리그2의 안산 그리너스로 완전이적했다.
2022년 12월 8일, 2023시즌을 앞두고 K리그2의 서울 이랜드 FC로 이적했다.

## 수상

### 팀

#### 수원 삼성 블루윙즈
- FA컵 우승: 2019